# (34871) 2001 UM2
(34871) 2001 UM2 est un astéroïde de la ceinture principale découvert en 2001.

## Description
(34871) 2001 UM2 a été découvert le 18 octobre 2001 à l'observatoire Desert Eagle, un observatoire astronomique amateur privé, situé près de Benson, en Arizona aux États-Unis, par William Kwong Yu Yeung.

### Caractéristiques orbitales
L'orbite de cet astéroïde est caractérisée par un demi-grand axe de 2,46 ua, un périhélie de 2,17 ua, une excentricité de 0,12 et une inclinaison de 5,15° par rapport à l'écliptique. Du fait de ces caractéristiques, à savoir un demi-grand axe compris entre 2 et 3,2 ua et un périhélie supérieur à 1,666 ua, il est classé, selon la JPL Small-Body Database, comme objet de la ceinture principale.

### Caractéristiques physiques
(34871) 2001 UM2 a une magnitude absolue (H) de 14,9 et un albédo estimé à 0,203.